# Dolmen de la Pichone
Le dolmen de la Pichone ou dolmen de la Pichoune est un monument funéraire néolithique situé sur la commune de Ménerbes dans le Vaucluse en France. Avec le dolmen de l'Ubac à Goult, et le dolmen dit l'Autel du Loup, à Sault, il est l'un des trois seuls dolmens connus en Vaucluse et l'un des rares en Provence. 

## Historique
Vers 1860, il fut vidé de son contenu archéologique pour servir de cave à son propriétaire mais en 1909, une fouille menée par Moirenc permit d'y découvrir quelques éclats de silex et tessons de poterie. Il fait l’objet d’un classement au titre des monuments historiques depuis 1910. Situé en contrebas de la route allant vers Lacoste, le dolmen fut progressivement ensablé et semi-enterré jusqu'à son dégagement par Gérard Sauzade en 1972.

## Description
C'est un dolmen de petite taille, d'environ 1,50 m de hauteur, constitué d'une table de couverture reposant sur deux murets parallèles en pierre sèche montés en encorbellement,. La façade est formée de 2 pierres portières.
Le tamisage des déblais rejetés au dehors de la chambre a permis de découvrir une armature de flèche, deux perles discoïdes en test de coquillage et quelques tessons de céramique sans décor.